# Tweede Expeditie naar Madagaskar
De Tweede Expeditie naar Madagaskar vond na de Franse oorlogsverklaring van 22 oktober 1894 plaats.

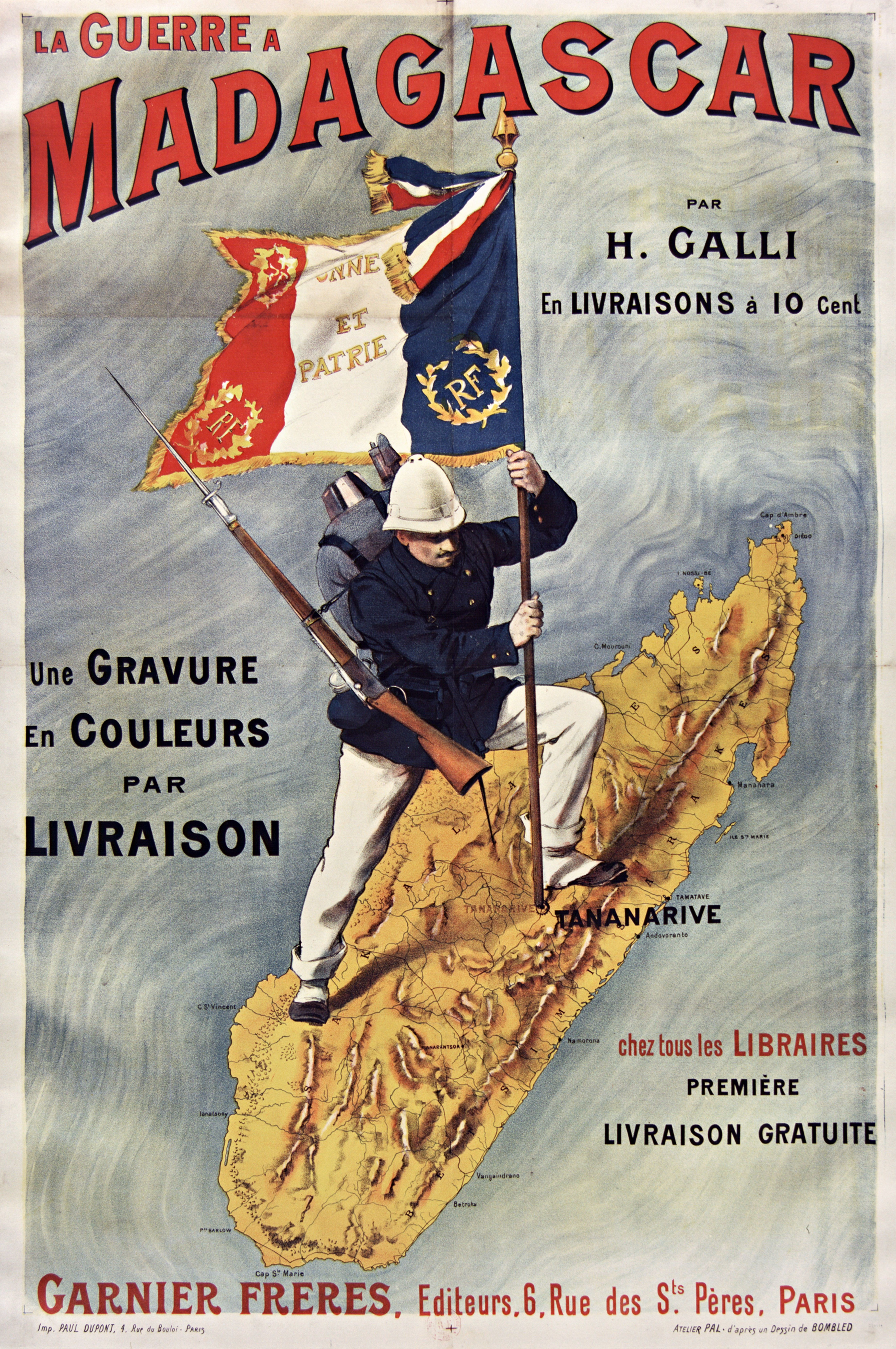
Franse propagandaposter.

De Eerste Expeditie naar Madagaskar was een Franse militaire expeditie geweest waarin het land zich meester van verschillende havens van Madagaskar maakte. Doel was het handhaven van het voor Frankrijk gunstige, maar door Madagaskar verworpen Lambert-charter. Een ambivalent geformuleerd Frans-Malagassisch vredesverdrag dat in december 1885 door beide partijen was ondertekend werd door Madagaskar niet nageleefd en dat zou in 1895 leiden tot een tweede expeditie en de Franse kolonisatie van Madagaskar.
De Franse resident-generaal op Madagaskar, Charles Le Myre de Vilers, brak in 1894 de onderhandeling met de Malagassische regering af en hij verklaarde de oorlog aan Madagaskar.

## De expeditie
Een expeditieleger onder leiding van generaal Jacques Duchesne viel in december 1894 de haven van Toamasina aan de oostkust en in januari 1895 ook Mahajanga aan de westkust aan. De hoofdmacht van het Franse expeditieleger kwam pas mei 1895 met ongeveer 15.000 man aan. Deze legermacht werd ondersteund door ongeveer 6000 zwarte en Arabische dragers. De campagne zou plaatsvinden tijdens het regenseizoen, wat rampzalige gevolgen voor het Franse expeditionaire korps zou hebben.
Zodra de Franse soldaten waren geland waren ook opstanden uitgebroken tegen de regering van koningin Ranavalona III. De opstanden waren afwisselend gericht tegen de regering, de slavenarbeid, de kerstening. Het hof had zich in de jaren 1860 bekeerd tot het protestantisme.
De Franse soldaten vonden op Madagaskar geen bruikbare wegen. Ze moesten zelf met veel moeite een weg aanleggen naar Antananarivo. In augustus 1895 waren de Fransen slechts tot halverwege gevorderd. Ziekte, vooral de inheemse malaria, maar ook dysenterie en tyfus eisten een zware tol van het Franse expeditiekorps. De expeditie was een medische ramp: ongeveer een derde van de mannen overleed aan ziekten. In totaal vielen er aan Franse zijde 6000 doden, vier vijfde van hen was Frans.
De Malagassische premier Rainilaiarivony verdedigde op 29 juni 1895 Tsarasaotra en op 22 augustus 1895 Andriba. Hij viel in september Duchesnes 'vliegende colonne' aan, maar zijn Malagassische elitetroepen werden door de Fransen gedecimeerd.
Duchesne vertrok op 14 september 1895 uit Andriba met een uit Algerijnse en Afrikaanse soldaten en Franse mariniers gevormde eenheid naar de hooggelegen hoofdstad. De tros bestond ditmaal niet uit dragers maar uit pakezels, Ze kwamen aan het eind van september aan in de hoofdstad. De Franse veldartillerie werd op de hoogten rond de hoofdstad gericht op het Malagassische koninklijke paleis waarna meerdere brisantgranaten werden afgevuurd. In het paleis vielen daardoor veel slachtoffers en de koningin besloot zich onmiddellijk over te geven.
Tijdens het hele conflict waren er slechts een paar schermutselingen en slechts 25 Franse soldaten zijn gesneuveld.

## De nasleep

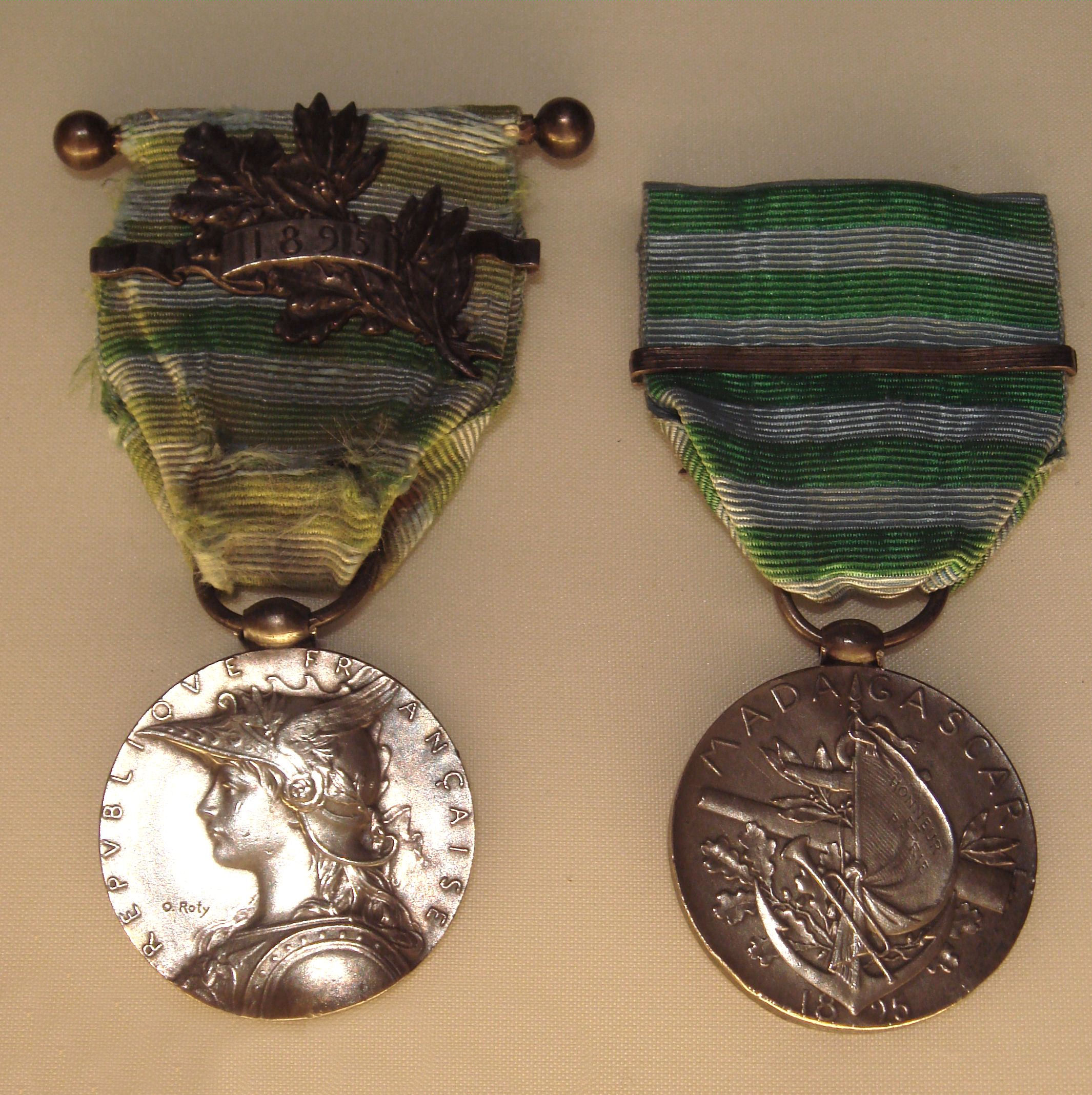
De Franse Campagnemedaille voor de deelnemers aan de tweede expeditie.

De verovering van het eiland werd geformaliseerd door de Franse annexatie van Madagaskar op 6 augustus 1896.
Ondanks het succes van de tweede Franse expeditie zouden de opstanden tegen het Franse bewind nog acht jaar aanhouden. Pas in 1905 was het eiland volledig gepacificeerd. De leiding over het neerslaan van de opstanden was toevertrouwd aan generaal Joseph Gallieni. De bevolking had het voorzien op de bekeerde christenen, missionarissen en andere buitenlanders. Koningin Ranavalona III werd in januari 1897 gearresteerd en afgezet. Zij werd verbannen naar Algiers waar ze in 1917 stierf.
De Franse president verleende ongeveer 20 000 herinneringsmedailles, de Herinneringsmedaille aan Madagaskar (1883 en 1896) aan de Franse deelnemers.

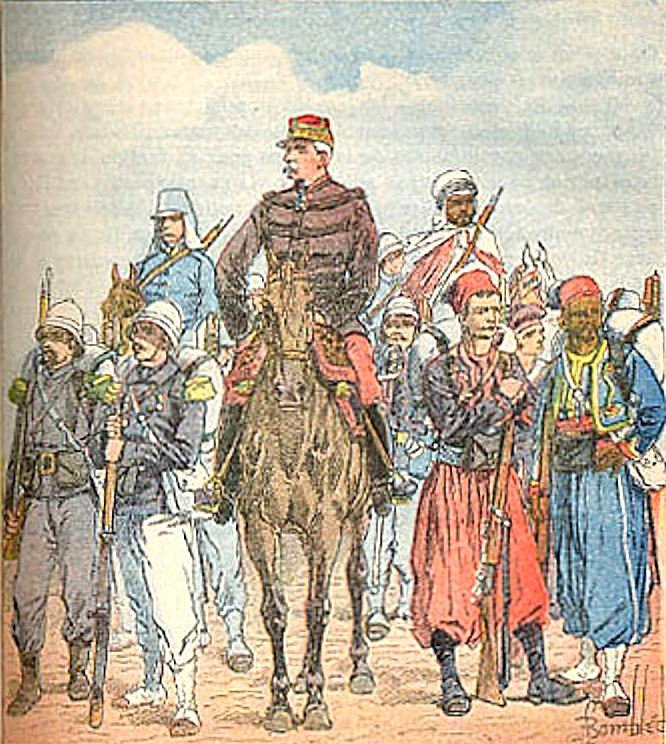
Het expeditieleger.
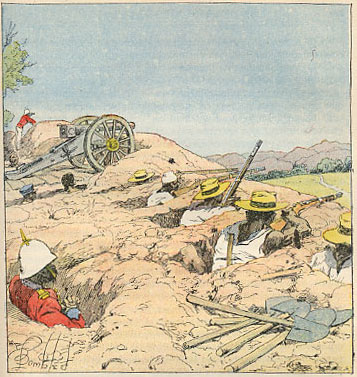
De verdedigers: Merina in hinderlaag.
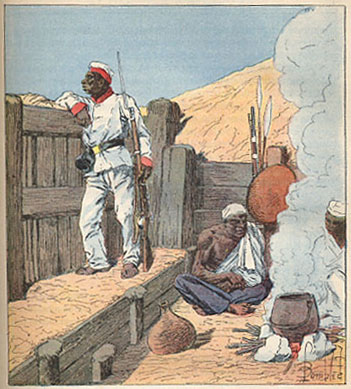
Merina op wacht.
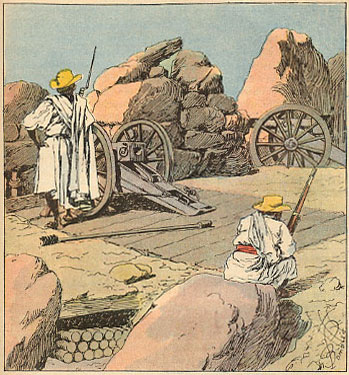
Merina artillerie.
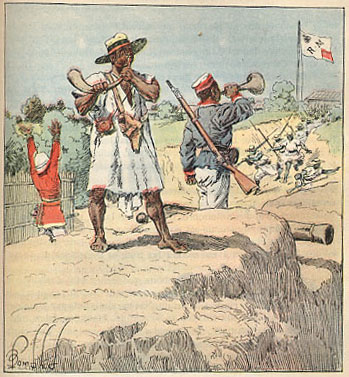
Merina slaan alarm.